# 佐佐木寡毛葉蚤
佐佐木寡毛葉蚤（学名：Luperomorpha sasajii）为金花蟲科寡毛葉蚤屬下的一个种。